# Aitor Ariño
	Aitor Ariño Bengoechea (* 5. Oktober 1992 in Penarth bei Cardiff, Wales) ist ein spanischer Handballspieler, der zumeist auf Linksaußen eingesetzt wird.

## Vereinskarriere
Der 1,84 m große und 77 kg schwere Rechtshänder kam durch seinen Vater Sergi Ariño, der von 1986 bis 1988 für den FC Barcelona spielte, zum Handballspiel und begann mit sieben Jahren im Verein. Im Jahr 2004 wurde er von den Jugendscouts des FC Barcelona entdeckt und für die U14-Mannschaft verpflichtet. Am 6. Februar 2010 wurde er vom damaligen Cheftrainer Xavier Pascual Fuertes für sein erstes Spiel in der Liga ASOBAL nominiert, in dem er gegen BM Cangas vier Tore erzielte. In den folgenden Spielzeiten wurde er zumeist in der zweiten Liga, aber auch je einmal in der ASOBAL eingesetzt. 2011/12 und 2012/13 wurde er jeweils Meister der Division Honor Plata und der Liga ASOBAL. In der EHF Champions League 2012/13 gab er sein internationales Debüt. Seit Sommer 2013 steht er fest im Aufgebot der Profimannschaft, mit der er mehrfach die spanische Meisterschaft, den Super Globe, die Supercopa Asobal, die Copa ASOBAL, den Königspokal und die EHF Champions League gewann. Im Dezember 2022 verletzte er sich und fiel für den Rest der Spielzeit 2022/23 aus. Von 2009 bis 2025 bestritt er insgesamt 327 Partien in der spanischen ersten Liga und warf darin 917 Tore.
Zur Saison 2025/26 wechselte er nach Deutschland zu den Füchsen Berlin, bei denen er einen bis 2028 laufenden Vertrag erhielt.

## Auswahlmannschaften
Er spielte ab 2009 im Aufgebot von Auswahlmannschaften der RFEBM.
Ariño debütierte im Jahr 2009 in der Jugendnationalmannschaft. Bis 2011 bestritt er für diese Auswahl 51 Spiele, in denen er 139 Tore warf. Er nahm an der U-19-Weltmeisterschaft 2009 (6. Platz), der U-18-Europameisterschaft 2010 (2. Platz) und der U-19-Weltmeisterschaft 2011 (2. Platz) teil. Bei der U-19-Weltmeisterschaft 2011 in Argentinien wurde Aitor Ariño als bester Spielmacher ins All-Star-Team gewählt.
Für die spanische Junioren-Nationalmannschaft lief er ab 2010 in insgesamt 26 Spielen auf, er erzielte darin 73 Tore. Er stand im Aufgebot Spaniens zur U-20-Europameisterschaft 2012 (1. Platz), dort warf er insgesamt 22 Tore und wurde Europameister.
Nach dem Ausfall von Cristian Ugalde wurde Ariño überraschend von Nationaltrainer Valero Rivera anstelle des spanischen Rekordtorschützen Juanín García in den Kader der Spanischen A-Nationalmannschaft für die Weltmeisterschaft 2013 im eigenen Land berufen, dies rief zunächst teils heftige Kritik hervor. Beim Turnier traf der junge Linksaußen zehnmal in neun Einsätzen und wurde Weltmeister. Auch bei der Europameisterschaft 2018 holte er mit der spanischen Mannschaft den Titelgewinn, nachdem er zum zweiten Spiel in den Kader nachrückte. Er nahm mit Spaniens Auswahl an der Weltmeisterschaft 2019 (9. Platz) teil. Bei der Europameisterschaft 2020 gewann er erneut den Titel. Er spielte bei der Weltmeisterschaft 2021 (3. Platz) und gewann bei der Europameisterschaft 2022  mit Spanien die Silbermedaille für Platz 2, er bestritt alle neun Spiele und warf drei Tore. Bis Oktober 2022 wurde er in 89 Länderspielen der A-Auswahl eingesetzt und erzielte darin 156 Tore.

## Erfolge
Verein
- 15× Spanischer Meister: 2010/11, 2011/12, 2012/13, 2013/14, 2014/15, 2015/16, 2016/17, 2017/18, 2018/19, 2019/20, 2020/21, 2021/22, 2022/23, 2023/24, 2024/25
- 12× Spanischer Königspokalsieger: 2013/14, 2014/15, 2015/16, 2016/17, 2017/18, 2018/19, 2019/20, 2020/21, 2021/22, 2022/23, 2023/24, 2024/25
- 12× Spanischer Ligapokalsieger: 2013/14, 2014/15, 2015/16, 2016/17, 2017/18, 2018/19, 2019/20, 2020/21, 2021/22, 2022/23, 2023/24, 2024/25
- 9× Spanischer Supercupsieger: 2013/14, 2014/15, 2015/16, 2016/17, 2017/18, 2018/19, 2019/20, 2020/21, 2021/22
- 3× Iberischer Supercupsieger: 2022/23, 2023/24, 2024/25
- 11× Katalanischer Supercupsieger: 2014/15, 2015/16, 2016/17, 2017/18, 2018/19, 2019/20, 2020/21, 2021/22, 2022/23, 2023/24, 2024/25
- 5× EHF-Champions-League-Sieger: 2010/11 (ohne Einsatz), 2014/15, 2020/21, 2021/22, 2023/24
- 5× Super-Globe-Sieger: 2013, 2014, 2017, 2018 und 2019

Nationalmannschaft
- Weltmeister 2013
- Europameister 2018 und 2020
- 2. Platz Europameisterschaft 2022
- 2. Platz U-18-Europameisterschaft 2010
- 2. Platz U-19-Weltmeisterschaft 2011